# Philiris kurandae
Philiris kurandae är en fjärilsart som beskrevs av Waterhouse 1903. Philiris kurandae ingår i släktet Philiris och familjen juvelvingar. Inga underarter finns listade i Catalogue of Life.